# عسل‌خوار گلویاقوتی
عسل‌خوار گلویاقوتی (نام علمی: Myzomela eques) نام یک گونه از سرده عسل‌خوارهای کوتوله است.